# Retence moči
Retence moči, případně zadržení moči, či ischurie, je neschopnost jedince močit. Jedná se o běžnou komplikaci benigní hyperplazie prostaty (BPH), ačkoliv může být rovněž způsobena nervovou dysfunkcí, infekcí či léky (např. anticholinergiky, antidepresivy, inhibitory COX-2, amfetaminy a opiáty). Diagnóza a/nebo léčba může zahrnovat cévkování nebo prostatický stent.